# Les Ternes
Les Ternes är en kommun i departementet Cantal i regionen Auvergne-Rhône-Alpes i mitten av Frankrike. Kommunen ligger  i kantonen Saint-Flour-Sud som ligger i arrondissementet Saint-Flour. År 2022 hade Les Ternes 567 invånare.

## Befolkningsutveckling
Antalet invånare i kommunen Les Ternes
Referens:INSEE